# Tătarca
Tătarca – wieś w Rumunii, w okręgu Gałacz, w gminie Tulucești. W 2011 roku liczyła 755 mieszkańców.